# Големо-Бабино
Големо-Бабино (болг. Големо Бабино) — село в Болгарии. Находится в Врачанской области, входит в общину Криводол. Население составляет 337 человек.

## Политическая ситуация
В местном кметстве Големо-Бабино, в состав которого входит Големо-Бабино, должность кмета (старосты) исполняет Мария Иванова Перванова (независимый) по результатам выборов.
Кмет (мэр) общины Криводол — Николай Георгиев Иванов (Болгарская социалистическая партия (БСП)) по результатам выборов.